# Eberhard Hertel
Eberhard Hertel (29. listopadu 1938, Olešnice nad Halštrovem, Německo – 20. června 2024) byl německý zpěvák lidové hudby.
Hertel měl být původně farmář, ale učinil jiné rozhodnutí: raději se věnoval zpěvu německé lidové hudby. Zpočátku svůj zpěv propagoval prostřednictvím kariéry své dcery Stefanie Hertel. Společně zpívali písně jako Wenn der Vater und die Tochter nebo Kleine Träume. 
Jeho nejznámější písní dodnes je Kleine Fische werden groß od Pierre Kartner, kde zpívá o vyrůstající dceři a že je pro něj obtížné se jí vzdát. Hertel je na pódiu přes 60 let a vydal osm alb (do prosince 2008). Několikrát také vystupoval se světoznámým jódlerem Franzem Langem.
Dne 29. listopadu 2008 oslavil 70. narozeniny na Adventsfest der Volksmusik (Adventním festivalu lidové hudby) v Suhl. Kromě toho byl producentem filmu Táta otočí 70 od Stefanie Hertelové a Stefana Mrosse.
Několik let cestoval po Německu s koncertním programem Zwei gute Freunde s popovou zpěvačkou Kay Dörfel.

## Soukromí
Hertel byl ženatý s manželkou Elisabeth (1950–2017). Jeho dcerou je zpěvačka a moderátorka Stefanie Hertel.

## Vyznamenání
Dne 3. prosince 2008 se stal čestným občanem jeho rodného města Olešnice nad Halštrovem za kulturní přínos.

## Alba
- 1997: Lieder wie das Leben (Písně jako život)
- 1999: Die besten Jahre kommen noch (Nejlepší roky teprve přijdou)
- 2000: Das Beste der Volksmusik (To nejlepší z lidové hudby)
- 2000: Wenn das kein Grund zum Feiern ist (Pokud to není důvod k oslavě)
- 2001: Wir sind alle kleine Sünderlein (Všichni jsme malí hříšníci)
- 2002: So schön ist unsere Welt (Náš svět je tak krásný)
- 2005: Voll im Leben (Plný života)
- 2007: Auf das Leben, auf die Liebe (Chcete-li život, milujte)
- 2008: Danke Freund (Děkuji přátelům – jubilejní album k 70. narozeninám)
- 2012: Wir feiern ab heute das Leben (Ode dneška oslavujeme život – včetně dvou duetů s dcerou Stefanie)
- 2018: Ich brauch Musik (Potřebuji hudbu – jubilejní album k 80. narozeninám)